# 20歳のエンゲージ
『20歳のエンゲージ』（はたちのエンゲージ）は、真柴ひろみによる日本の漫画作品。『別冊フレンド』（講談社）に掲載された。後に単行本も刊行された。

## 書誌情報
- 真柴ひろみ 『20歳のエンゲージ』 講談社〈別冊フレンド〉、ISBN 4-06-409692-4

## テレビドラマ
日本テレビ系列で深夜テレビドラマ枠であったshin-Dにおいて、1999年7月6日から7月27日まで同名の作品がテレビ放送された。

### あらすじ
「文野ちゃんが20歳になったら、必ず迎えにいくから」
名も知らぬ初恋の人との幼い日の約束の言葉を文野は決して忘れたことなどなかった。20歳の誕生日に運命のプロポーズがあると望み、待ち続けあれから12年。文野は今度の誕生日で20歳になる。文野は初恋相手との再会を守るため約束した20歳の誕生日までという期限付きで、モデルの恭介と交際を開始した。だが恭介の元彼女の利奈が現われ、文野は嫉妬心を抱くようになってしまう。そして誕生日が迫ったある日、文野の前に現れた人は!?　人気モデルと、初恋の人を未だに思いつづける女子大生のラブストーリーが描かれていく。

### 登場人物
- 文野：直瀬遙歩
- 恭介：川岡大次郎
- 利奈：夏生ゆうな